# Romagnano Sesia
Romagnano Sesia är en ort och kommun i provinsen Novara i regionen Piemonte i Italien. Kommunen hade 3 894 invånare (2018).